# جورج بار (فنان)
جورج بار (بالإنجليزية: George Barr) هو فنان أمريكي، ولد في 30 يناير 1937 في توسان في الولايات المتحدة.